# Agapiusz
Agapiusz – przejęte za pośrednictwem łaciny imię męskie pochodzenia greckiego (Αγαπιος), wywodzące się od greckiego słowa αγαπη (agápe), oznaczającego „miłość”.
Agapiusz imieniny obchodzi:
- 21 sierpnia, w dzień wspomnienia św. Agapiusza, wspominanego razem ze św. Bassusem, Teogniuszem i Fidelisem[2]
- 10 września, w dzień wspomnienia św. Agapiusza, biskupa Novary[3]
- 2 listopada, w dzień wspomnienia św. Agapiusza, wspominanego razem ze św. Styriakiem, Tobiaszem, Eudoksjuszem i Karteriuszem[4].
- 20 listopada, w dzień wspomnienia św. Agapiusza z Cezarei Palestyńskiej[5].

Znane osoby noszące imię Agapiusz:
- Agapiusz Rzymski – męczennik